# Cables de China

Páginas de los Cables de China, que muestra el archivo 5656.

Los Cables de China son una colección de documentos secretos del gobierno chino de 2017 que los uigures exiliados filtraron al Consorcio Internacional de Periodistas de Investigación y se publicaron el 24 de noviembre de 2019. Los documentos incluyen un telegrama que detalla el primer manual de operaciones conocido para administrar los campos de internamiento de Sinkiang y boletines que ilustran cómo el sistema centralizado de recopilación de datos y la herramienta de vigilancia masiva de China, conocida como Plataforma Integrada de Operaciones Conjuntas, utiliza inteligencia artificial para identificar personas para interrogarlas y posibles detenciones.
El gobierno chino calificó los cables de «pura invención» y «noticias falsas», afirmando además que Occidente los estaba «calumniando y manchando». La publicación de los documentos despertó una renovada atención sobre los campos de internamiento uigures y el genocidio uigur.

## Descripción y contenidos
El 24 de noviembre de 2019, el Consorcio Internacional de Periodistas de Investigación publicó documentos secretos del gobierno chino de 2017 denominados «Cables de China», que los uigures exiliados les habían filtrado. Los documentos consistían en un telegrama clasificado llamado «Nuevo Secreto 5656» de 2017, cuatro boletines/sesiones informativas de seguridad y un documento judicial.
El telegrama clasificado detallaba el primer manual de operaciones conocido para administrar «entre 1300 y 1400» campos de internamiento de musulmanes uigures en Sinkiang. Fue firmado por Zhu Hailun, jefe de la Comisión Política y Legal de Sinkiang, entonces subsecretario del Partido Comunista en Sinkiang. Según el delegado estadounidense ante el comité de la ONU para la eliminación de la discriminación racial, China tiene un millón de uigures en estos campos.
Los 4 boletines son informes secretos de inteligencia del gobierno del sistema centralizado de recopilación de datos de China «Plataforma Integrada de Operaciones Conjuntas» (PIOC), que utiliza inteligencia artificial para identificar personas para interrogarlas y posibles detenciones. Ilustraba una conexión entre la vigilancia masiva en China y los campos de Sinkiang, lo que confirmaba las sospechas anteriores de múltiples fuentes de noticias internacionales. Por ejemplo, el programa de vigilancia predictiva marcó para investigar a 1,8 millones de usuarios uigures que habían instalado en sus teléfonos la aplicación para compartir archivos Zapya desarrollada por la empresa china Dewmobile. Uno de los boletines revela que durante una semana en junio de 2017, el sistema PIOC detectó a 24 412 personas «sospechosas» en el sur de Sinkiang, 15 683 de las cuales fueron enviadas a «reeducación y capacitación» y 706 fueron «detenidas criminalmente».
El documento judicial no clasificado es la sentencia de un hombre uigur a 10 años de cárcel por decirles a sus colegas que no vean pornografía ni consuman alcohol, y que recen regularmente. También afirmó que «todas las personas que no rezan son kafirs chinos Han».
Los principales contenidos son:
- Los campamentos son secretos y cómo se puede mantener el secreto sobre su existencia.
- Las fugas se evitan mediante «torres de vigilancia, puertas con doble cerradura, alarmas, videovigilancia general y seguridad en la puerta principal».
- Los campos son centros de reeducación ideológica y conductual forzada.
- Los detenidos son retenidos por un mínimo de un año, pero pueden ser encarcelados por un período indefinido.
- Se detallan los métodos de adoctrinamiento forzado. Por ejemplo, «los detenidos son clasificados por su uso del mandarín y su cumplimiento de las estrictas reglas del campo que rigen todo, desde dónde comen, realizan las tareas del hogar, estudian o incluso van al baño».
- Los reclusos reciben formación profesional sólo después de su liberación en instalaciones separadas.
- Se detallan los métodos para controlar los brotes de enfermedades infecciosas.

## Publicaciones y reportajes de prensa
La publicación de cables por parte del Consorcio Internacional de Periodistas de Investigación y medios colaboradores en 14 países el 23 de noviembre de 2019, siguió a un informe del New York Times del 16 de noviembre «pone fin a los intentos del gobierno chino de ocultar las instalaciones en la provincia occidental de Sinkiang como algo más que campos de internamiento», según The Irish Times. En 2018, el gobierno chino había «legalizado» los campos de internamiento para personas acusadas de extremismo religioso, después de negar que tales centros existieran.
El País escribió que la Embajada de China en Madrid no respondió a sus cuatro preguntas, a saber: ¿Recopila y envía información sobre ciudadanos uigures que viven en España o Europa a Pekín? ¿Cómo ha cambiado su política de visas desde 2017? ¿Pekín ha solicitado la extradición de los uigures? ¿Los uigures tienen los mismos derechos que otros ciudadanos chinos ante la Embajada? El 3 de diciembre de 2019, Deutschlandfunk informó que China ha estado utilizando muestras de ADN recolectadas en los campos de internamiento junto con tecnología de reconocimiento facial para «mapear rostros», un proyecto que había sido apoyado por científicos europeos. Existía la preocupación de que el sistema se utiliza para facilitar la elaboración de perfiles étnicos. La Sociedad Alemana Max Planck fundó el «Instituto Socio de Biología Computacional» y financió a un científico del Instituto de Genómica de Pekín con una subvención, a pesar de que estaba empleado por la policía china, el Ministerio de Seguridad Pública. Publicó hallazgos que exploran el ADN de los rasgos de apariencia física en 2018 y 2019 en la revista Human Genetics de Springer Nature, y dijo que desconocía los orígenes de las muestras de ADN de los hombres de Tumxuk. El NYT había informado por primera vez sobre el fenotipado étnico en la primavera de 2019, calificándolo de «racismo automatizado».

## Reacciones políticas

### Doméstica
El 24 de noviembre de 2019, el portavoz del Ministerio de Relaciones Exteriores de China, Geng Shuang, dijo que los asuntos en Sinkiang eran un «asunto interno». La embajada china en Londres calificó los cables de «pura invención» y «noticias falsas». China censuró los informes sobre los cables y borró casi todas las referencias a las búsquedas del CIPI en el Internet chino, según el Süddeutsche Zeitung, uno de los colaboradores del CIPI para la investigación de los Cables de China.

### Internacional

#### Alemania
En noviembre de 2019, el ministro de Relaciones Exteriores de Alemania, Heiko Maas, condenó el internamiento de uigures e insistió en mantener conversaciones con el gobierno chino para obtener acceso a los campos.
Un año después de la publicación de los Cables, a noviembre de 2020, ninguna misión de observadores independientes ha evaluado la situación de los derechos humanos sobre el terreno, como había anunciado originalmente el gobierno alemán. El Auswärtiges Amt dijo que estaba observando la situación y que los embajadores de los países de la UE estaban tratando de viajar a Sinkiang. Un orador del Instituto Mercator para Estudios de China dijo que la pandemia de COVID-19 había permitido a China poner en cuarentena aún más a la región.

#### Estados Unidos
El 26 de noviembre de 2019, el secretario de Estado de los Estados Unidos, Mike Pompeo, dijo que los documentos confirmaron que China cometió intencionalmente abusos muy significativos contra los derechos humanos en Sinkiang. El 8 de octubre de 2019, en medio de conversaciones comerciales entre Estados Unidos y China, Pompeo introdujo restricciones de visa para funcionarios del gobierno chino y del Partido Comunista «que se cree que son responsables o cómplices de la detención o abuso de uigures, kazajos u otros miembros de grupos minoritarios musulmanes en Sinkiang, China».
El 3 de diciembre de 2019, la Cámara de Representantes de los Estados Unidos aprobó la Ley de Política de Derechos Humanos de los Uigures, en espera de la aprobación del Senado. Condena los abusos contra los musulmanes, pide el cierre de los campos de detención masiva y pide sanciones contra Chen Quanguo. El 17 de junio de 2020, el presidente de los Estados Unidos, Donald Trump, promulgó el proyecto de ley una semana después de que fuera aprobado por una mayoría a prueba de vetos en el Congreso.

#### Reino Unido
El 25 de noviembre de 2019, el Ministerio de Relaciones Exteriores del Reino Unido pidió «acceso inmediato y sin restricciones para la ONU a los campos de detención», según The Guardian, otro de los colaboradores del CIPI para la investigación de los Cables de China.

#### Unión Europea
En diciembre de 2019, el Parlamento Europeo aprobó una resolución condenando el trato a los uigures en Sinkiang. La resolución sobre China fue adoptada por 505 votos a favor, 18 en contra y 47 abstenciones. La resolución pedía al gobierno chino que pusiera fin a las detenciones arbitrarias, sin ningún cargo, juicio o condena por delito, de las minorías étnicas uigur, kazaja o tibetana. El Parlamento pidió que se sancione a las empresas y personas que sean cómplices de actos que menoscaben los derechos humanos.

## Efectos sobre las empresas extranjeras en Sinkiang
En mayo de 2019, había al menos 68 empresas originarias de la Unión Europea, Suiza y el Reino Unido que tenían vínculos con Sinkiang. Alrededor de una docena eran empresas alemanas; Grupo Volkswagen opera una planta de fabricación de automóviles relativamente poco rentable en Urumqi desde 2013, que emplea a 650 trabajadores, que fue criticada por existir únicamente por razones políticas.
Bosch advirtió a las autoridades chinas contra el internamiento de sus empleados y dijo que la empresa ofrece salas de oración musulmanas para el personal.